# The End Complete
The End Complete – trzeci album amerykańskiej grupy deathmetalowej Obituary. Wydawnictwo ukazało się 21 kwietnia 1992 roku nakładem Roadrunner Records. Nagrania zostały zarejestrowane w Morrisound Recording w Tampie w stanie Floryda we współpracy z producentem muzycznym Scottem Burnsem. Według danych z 2003 roku płyta w samych Stanach Zjednoczonych sprzedała się w nakładzie 103 378 egzemplarzy. Ponadto album dotarł do 16. miejsca listy Top Heatseekers w Stanach Zjednoczonych.

## Lista utworów
Opracowano na podstawie materiału źródłowego.
1. „I'm in Pain” (muz. Peres, sł. J. Tardy) – 4:01
2. „Back to One” (muz. West, sł. J. Tardy) – 3:42
3. „Dead Silence” (muz. West, sł. J. Tardy) – 3:21
4. „In the End of Life” (muz. Peres, sł. J. Tardy) – 3:41
5. „Sickness” (muz. Peres, sł. J. Tardy) – 4:06
6. „Corrosive” (muz. Peres, sł. J. Tardy) – 4:11
7. „Killing Time” (muz. West, sł. J. Tardy) – 3:59
8. „The End Complete” (muz. Peres, sł. J. Tardy) – 4:03
9. „Rotting Ways” (muz. West, sł. J. Tardy) – 5:13

## Twórcy
Opracowano na podstawie materiału źródłowego.

- John Tardy – śpiew
- Allen West – gitara prowadząca
- Trevor Peres – gitara rytmiczna
- Frank Watkins – gitara basowa
- Donald Tardy – perkusja, inżynieria dźwięku, miksowanie
- Andreas Marschall - okładka
- Rob Mayworth - logo
- Rene Miville - zdjęcia
- Mark Prator, Super Brian, Mike Fuller - inżynieria dźwięku
- Scott Burns – produkcja muzyczna, inżynieria dźwięku

## Wydania
| Rok  | Nr katalogowy | Format | Wytwórnia          | Kraj              |
| ---- | ------------- | ------ | ------------------ | ----------------- |
| 1992 | RC 9201-1     | LP     | Roadrunner Records | Stany Zjednoczone |
| 1992 | RC 9201-2     | CD     | Roadrunner Records | Stany Zjednoczone |
| 1992 | RC 9201       | CD     | Roadrunner Records | Stany Zjednoczone |
| 1992 | RC 9201 5     | CD     | Roadrunner Records | Holandia          |
| 1992 | RR 8741-2     | CD     | Roadrunner Records | Francja           |
| 1992 | RRC 9201      | CD, MC | Roadracer Records  | Stany Zjednoczone |
| 1998 | MASS 0004     | CD, MC | Metal Mind Records | Polska            |